# Sun (unidad de longitud)
Para otros usos de la palabra vea Sun.
El sun (寸?) es una unidad de longitud antiguamente utilizada en Japón.
Un sun es la décima parte de un shaku, y equivale a 1/33 m, o 3,03 cm. A su vez, un sun se divide en 10 partes o bu.